# Scincella doriae
Scincella doriae är en ödleart som beskrevs av  George Albert Boulenger 1887. Scincella doriae ingår i släktet Scincella och familjen skinkar. Inga underarter finns listade i Catalogue of Life.